# Fallerschein
Fallerschein, auch Fallerscheinalpe, ist ein Almdorf in der Gemeinde Stanzach im Bezirk Reutte im österreichischen Bundesland Tirol.

## Geographie
Das Almdorf liegt in einem Seitental des Namloser Tals auf einer Höhe von 1302 m ü. A. Nachbarorte sind: Namlos, Stanzach, Tachach und Elmen.
Das Almdorf umfasst 42 Blockhütten, eine Kapelle und eine Sennerei. Die Almhütten sind in der Art eines Haufendorfes in wechselnder Firstausrichtung um das zentrale Sennereigebäude gruppiert. Die ursprünglich in Wohnteil und Stall geteilten Hütten werden heute zur Gästebeherbung verwendet.

## Geschichte
Fallerschein war ab der Mitte des 15. Jahrhunderts eine zur Pfarre Berwang gehörende und aus drei bis sechs Höfen bestehende Dauersiedlung. Ab etwa 1600 wurde es nur noch sommers von Stanzach aus bewirtschaftet. 1775 bestand die Ansiedlung aus 45 Häusern, 1837 waren es 48 Häuser, 1971 noch 35. Im 19. Jahrhundert kam Fallerschein zur Gemeinde Stanzach.
Die Kapelle „Maria zum Guten Rat“ auf einer Anhöhe oberhalb des Almdorfes wurde 1844 erbaut. Eine Lawine zerstörte im Jänner 1876 alle Gebäude, die danach wieder aufgebaut wurden. Nach dem Ende des Zweiten Weltkrieges entwickelte sich das Almdorf zur Sommerfrische mit Sennerei und Gasthaus.